# Weissia mittenii
Weissia mittenii är en bladmossart som beskrevs av Mitten 1851. Weissia mittenii ingår i släktet krusmossor, och familjen Pottiaceae. Inga underarter finns listade i Catalogue of Life.